# Sanza
Sanza is een gemeente in de Italiaanse provincie Salerno (regio Campanië) en telt 2885 inwoners (31-12-2004). De oppervlakte bedraagt 126,8 km², de bevolkingsdichtheid is 24 inwoners per km².

## Demografie
Sanza telt ongeveer 1014 huishoudens. Het aantal inwoners daalde in de periode 1991-2001 met 2,1% volgens cijfers uit de tienjaarlijkse volkstellingen van ISTAT.
| Jaar | Inwoneraantal |
| ---- | ------------- |
| 1991 | 3071          |
| 2001 | 3006          |

## Geografie
Sanza grenst aan de volgende gemeenten: Buonabitacolo, Casalbuono, Casaletto Spartano, Caselle in Pittari, Monte San Giacomo, Montesano sulla Marcellana, Piaggine, Rofrano, Sassano, Valle dell'Angelo.